# 전복 (복식)
전복에 대해 설명한다.

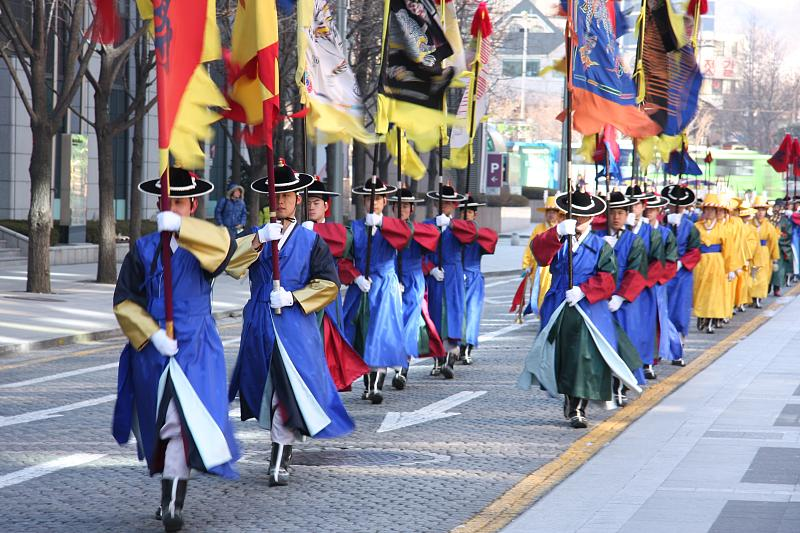

- 소매와 섶이 없고 옷자락의 옆과 뒤가 트인 옷이다.
- 깃이 서로 마주보게 되어 있고 단추로 여민다.
- 원래는 군복을 입을 때 동달이 위에 입는 겉옷이었으나, 조선 말기인 1884년(고종 21) 의복제도 개혁을 통해 넓은 소매 의복이 폐지된 후 왕실과 양반층에서 일상복으로 입게 되었다.
- 갓, 두루마기, 세조대 등과 함께 착용한다.[1]

## 같이 보기
- 저고리
- 포 (옷)
- 한복